# 瓜拉吉赖
瓜拉吉赖，位于马来西亚吉兰丹州中部，是瓜拉吉赖县的县府。该市距离州首府哥打巴鲁67公里，距离首都吉隆坡273公里。此外，其海拔高度为53米。